# 케이트 델카스티요
케이트 델카스티요(Kate del Castillo, 1972년 10월 23일 ~ )는 멕시코의 배우이다.

## 출연 작품
- 언더 더 쎄임 문